# DC++
DC++ és un client gratuït per a la xarxa peer-to-peer de Direct Connect. És el client més utilitzat de la xarxa PC Pitstop and its P2P-reportperquè és el primer que és una alternativa interessant al client oficial de NeoModus: permet, al contrari del seu predecessor, connectar-se simultàniament a diversos servidors i fer cerques "globals".
Es distribueix sota els termes de la llicència GNU GPL i s'ha bifurcat moltes vegades.
DC++ s'executa a Windows i Linux (a través de Wine) i està desenvolupat per Jacek Sieka.
S'ha desenvolupat una versió que funciona de manera nativa sota Linux: es tracta de linuxDC++ i està disponible als repositoris d'Ubuntu.